# كارولين هوسي
كارولين هوسي (بالإنجليزية: Caroline Hussey)‏ (3 ديسمبر 1941 - 11 مايو 2017) هِيَ عالمة أحياء آيرلندية. شَغَلَت مَنصِب رَئيس الاتحاد الأيرلندي لمعلمي الجامعات (إيفوت) من عام 1989 إلى 1992. في عام 1994 عينت كأول سيدة مسجلة ونائبة رئيس كلية دبلن الجامعية-أكبر جامعة في أيرلندا، وظلت في ذلك المنصب حتى تقاعدها في عام 2004. وكانت رئيسة المجلس الوطني للمناهج والتقييم من عام 1995 إلى 2000.

## الولادة والتعليم
ولدت كارولين هوسي في 3 ديسمبر عام 1941، والداها فرانك وايلين هوسي. فرانك هوسي كان محاضراً ومدرساً في كلية ألبرت «مدرسة الزراعة الموحدة في غلاسنيفين»، عاشت الأسرة في الحرم الجامعي لفترة وجيزة. وقامَت باستِكمال تَعليمها الابتدائي والثانوي في دير سانت ماري في غلاسنيفين.
تخرجت كارولين من جامعة كاليفورنيا في عام 1962، حصلت على شهادة في الكيمياء الحيوية، واستكملت الدكتوراه في كلية الثالوث (دبلن) في عام 1966. واصلت أبحاثها وحصلت على منحة ما بعد الدكتوراه في جامعة هارفارد. وفي عام 1973 عادت إلى أوسد، حيث تم تعيينها محاضرة في علم الأحياء الدقيقة الصناعية.

## المهنة الاكاديمية
خلال فترة عملها كمحاضرة في علم الأحياء الدقيقة الصناعية، كانت عضو في مجلس إدارة الجامعة المتحدة للبلاد، وكانت أيضاً عضواً في مجلس الشيوخ في الجامعة الوطنية في أيرلندا.
كان لها اهتمام خاص في مجال الصحة والسلامة. أدى هذا الاهتمام إلى دراستها دبلوم في الصحة والسلامة، وهو برنامج متعدد التخصصات تم تدريسه في عدد من الجامعات الايرلندية. وفي نهاية المطاف، ساهمت في إقرار أول قانون للصحة والسلامة في العمل في أيرلندا في عام 1989.
نشرت أيضاً مجموعة من الكتب والروايات في عام 1991 و1992.

### الإدارة الأكاديمية العليا
في عام 1994، تم تعيينها نائب رئيس USD، وهو منصب شغلته حتى تقاعدها عام 2004. كانت معروفة بدفاعها الصارم عن المعايير الأكاديمية ومعالجة جودة التدريس USD  وفي عام 1996، أصبحت رئيسة للمجلس الوطني. وذكرت في لبيان صدر في صحيفة ايريش تايمز «يمكن القول انها المرأة الثانية الأكثر تأثيرا في التعليم الأيرلندي».
في عام 2011، تم تعيين كارولين في مجموعة استشارية حول الرعاية والتعددية في قطاع التعليم الابتدائي الأيرلندي. حيث نشرت المجموعة تقريرها في العام الذي يليه.

## وفاتها
توفيت في دبلن في 11 مايو 2017 بمرض أصابها لوقت قصير.